# Anastásios Bountoúris
Anastásios « Tásos » Bountoúris (grec moderne : Αναστάσιος «Tάσος» Μπουντούρης) est un skipper grec né le 2 août 1955 au Pirée.

## Carrière
Anastásios Bountoúris obtient une médaille de bronze olympique de voile en classe Soling aux Jeux olympiques d'été de 1980 de Moscou.